# Ультраоброблена їжа

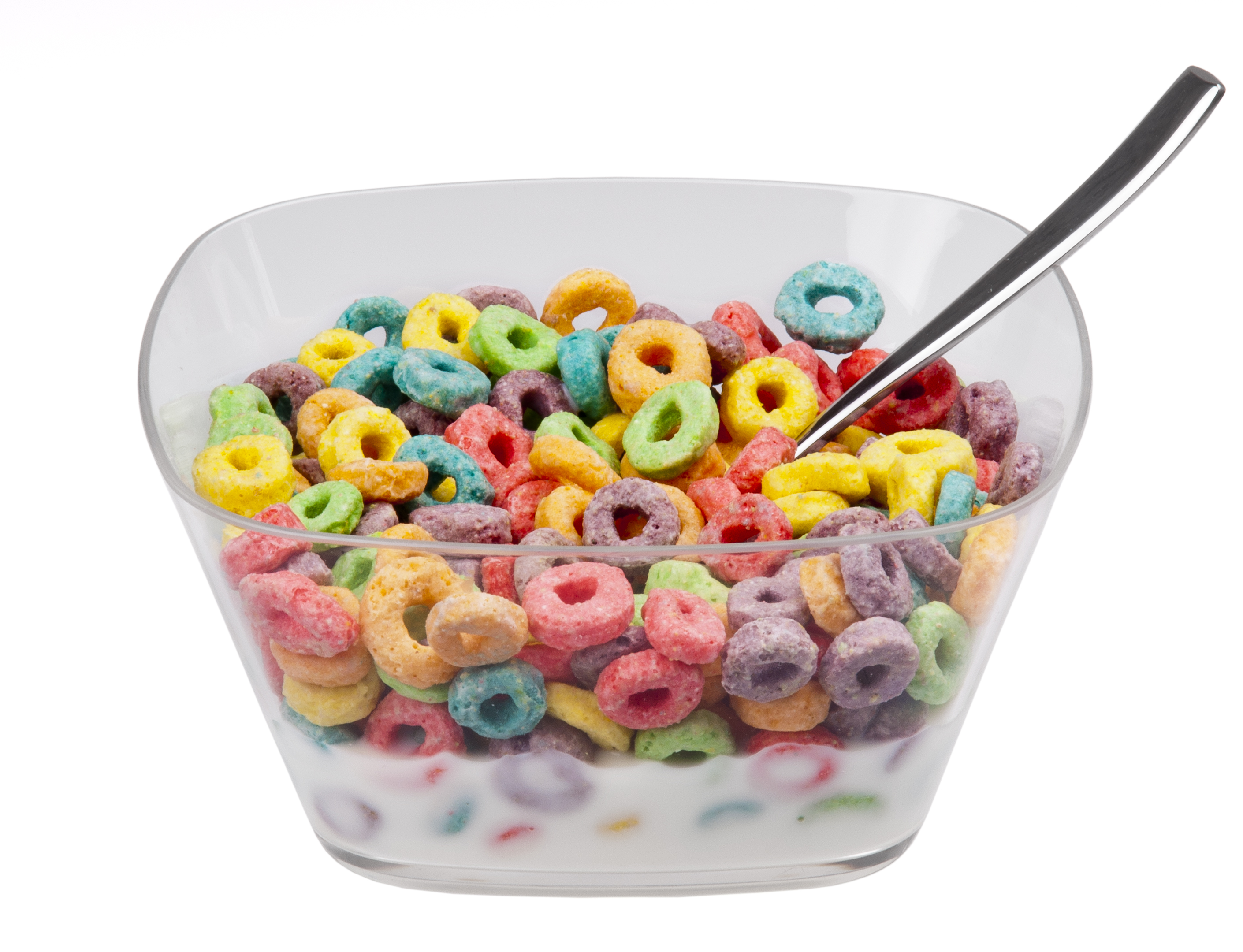
Миска пластівців Froot Loops — ультраобробленої їжі

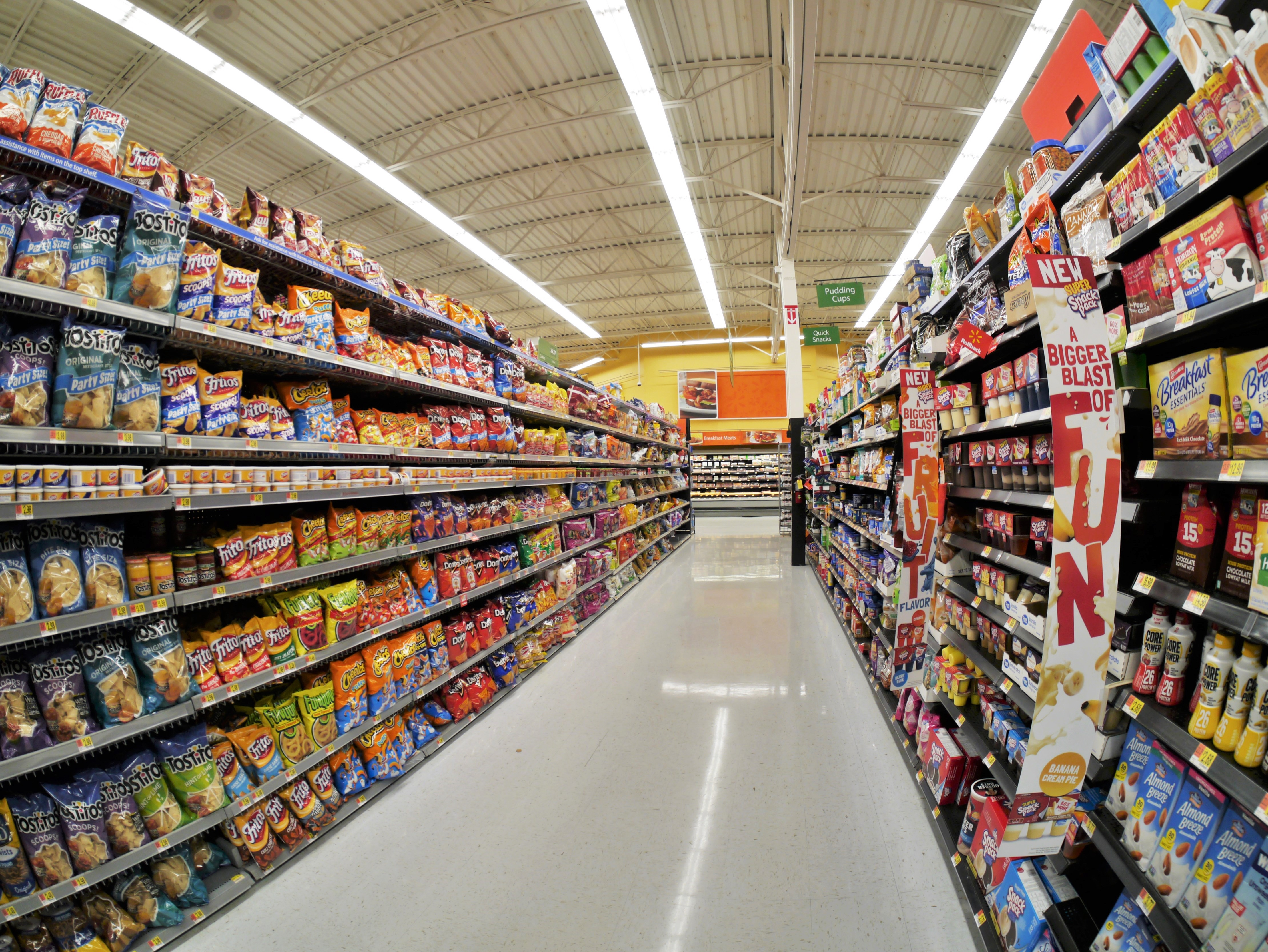
Прохід із ультраобробленими продуктами в американському супермаркеті

Ультраоброблена їжа (англ. Ultra-processed food, UPF) — це промислово розроблена харчова речовина, отримана з натуральної їжі або синтезована з інших органічних сполук. Кінцеві продукти розроблені таким чином, щоб бути високорентабельними, зручними та надзвичайно смачними, часто завдяки харчовим добавкам, таким як консерванти, барвники та ароматизатори.
Станом на 2023 рік дослідження ультраоброблених харчових продуктів та їх впливу стрімко розвиваються. Епідеміологічні дані свідчать, що споживання ультраоброблених продуктів пов'язане з підвищеним ризиком певних захворювань, включаючи ожиріння, діабет 2 типу, серцево-судинні захворювання та деякі види раку. Дослідники також представляють ультра-обробку як аспект погіршення навколишнього середовища, спричиненого харчовою промисловістю.

## Визначення
Занепокоєння щодо харчового виробництва існують принаймні з часів промислової революції. Багато критиків визнавали «перероблену їжу» проблематичною, а такі рухи як сироїдство намагалися повністю відмовитися від обробки їжі, проте оскільки навіть основна кулінарія пов'язана з переробкою, ця концепція сама по собі не змогла вплинути на державну політику щодо епідеміології ожиріння.
У впливовій книзі Майкла Поллана «Дилема всеїдного» їжа, що пройшла глибоку обробку промислового виробництва, називалася «їстівними харчовими речовинами». У коментарі 2009 року Карлос Аугусто Монтейро згадав Поллана як людину, що вплинула на введення терміну «їжа, що пройшла ультраобробку». Наукова група Монтейро починаючи з 2010 року розробила класифікацію Nova для групування необроблених і оброблених харчових продуктів, чиє визначення ультраобробки стало найбільш прийнятним і поступово уточнювалося через послідовні публікації. Ідентифікація ультраоброблених харчових продуктів, як і сама категорія, є предметом дебатів серед вчених-дієтологів та громадської охорони здоров'я, тож були запропоновані й інші визначення.

Огляд систем класифікації рівнів обробки харчових продуктів у 2021 році виявив чотири «визначальні теми»:

1. Ступінь зміни (від природного стану);
2. Характер зміни (властивості, додавання інгредієнтів);
3. Місце обробки (де/ким);
4. Призначення обробки (навіщо, незамінна/косметична).

Досліджуючи різні системи, дослідники виявили, що лише класифікація Nova враховує всі чотири теми.

### Коментар Монтейро 2009 року
Карлос Монтейро, працюючи з групою дослідників з Університету Сан-Паулу, вперше опублікував концепцію ультраоброблених продуктів у 2009 році в запитаному коментарі для журналу Public Health Nutrition:
Ультраоброблені харчові продукти — це в основному кондитерські вироби з інгредієнтів групи 2 [речовин, отриманих із цілісних харчових продуктів], які зазвичай поєднуються зі складним використанням добавок, щоб зробити їх їстівними, приємними на смак і викликати звикання. Вони не мають жодної схожості з харчовими продуктами групи 1 [продукти з мінімальною обробкою], хоча вони можуть мати форму, етикетку та продаватися так, щоб виглядати корисними та «свіжими». На відміну від інгредієнтів, включених до групи 2, ультраоброблені харчові продукти зазвичай не споживаються з або як частина мінімально оброблених продуктів і страв. Навпаки, вони розроблені як готові до споживання (іноді з додаванням рідини, наприклад молока) або готові до розігрівання, і часто вживаються окремо або в поєднанні (наприклад, солоні закуски з безалкогольними напоями, хліб з бургерами).
Це визначення робить розуміння ультраоброблених продуктів інтуїтивно зрозумілим навіть для непідготовлених споживачів. У відповіді на коментар Монтейро в 2009 році говориться, що цьому визначенню «не вистачає точності», оскільки йому бракує вимірних визначень традиційної харчової науки. Тому дослідники не впевнені, чи може це визначення стати дійсним підґрунтям для наукового контролю. Дослідники розробили кількісне визначення надсмачної їжі, але не ультраобробленої їжі.

### Класифікація Nova

Етикетка для групи Nova 4 «ультраоброблені продукти»

Згодом команда Монтейро представила ультраоброблені продукти як групу в системі класифікації харчових продуктів Nova. Система зосереджена на переробці харчових продуктів, а не на типах харчових продуктів чи поживних речовинах. Nova класифікує харчові продукти на чотири групи:
1. Необроблені або мінімально оброблені продукти
2. Оброблені кулінарні інгредієнти
3. Перероблені харчові продукти
4. Ультраоброблені продукти[3]

Nova є відкритою класифікацією, яка поступово уточнює свої визначення через нові наукові публікації, а не через центральний орган. В останньому огляді Nova, опублікованому спільно з Монтейро, ультраоброблена їжа визначається наступним чином:
Харчові продукти промислового виробництва, що складаються з кількох інгредієнтів (композицій), включаючи цукор, олії, жири та сіль (зазвичай у комбінації та у більших кількостях, ніж в оброблених харчових продуктах), а також харчові речовини, які не використовуються або рідко використовуються в кулінарії (наприклад, кукурудзяний сироп з високим вмістом фруктози, гідрогенізовані олії, модифіковані крохмалі та білкові ізоляти). Харчові продукти групи 1 відсутні або містять невелику частку інгредієнтів у рецептурі. Процеси, які дозволяють виготовляти харчові продукти ультраобробки, включають такі промислові методи, як екструзія, формування та попереднє смаження; застосування добавок, у тому числі тих, функція яких полягає в тому, щоб зробити кінцевий продукт приємним або надсмачним, таких як ароматизатори, барвники, нецукрові підсолоджувачі та емульгатори; і складне пакування, зазвичай із синтетичних матеріалів. Процеси та інгредієнти тут розроблені для створення високорентабельних (недорогі інгредієнти, тривалий термін придатності, виразне брендування), зручних (готових до вживання або пиття), смачних альтернатив усім іншим групам продуктів [з класифікації] Nova та свіжоприготованим стравам. Ультраоброблені харчові продукти відрізняються від оброблених харчових продуктів наявністю харчових речовин, які не використовуються в кулінарії (різновиди цукру, такі як фруктоза, кукурудзяний сироп з високим вмістом фруктози, «концентрати фруктових соків», інвертний цукор, мальтодекстрин, декстроза та лактоза; модифікований крохмаль; модифіковані жири, такі як гідрогенізовані або переетерифіковані жири; джерела білка, такі як гідролізовані білки, ізолят соєвого білка, глютен, казеїн, сироватковий білок і «м'ясо механічного обвалювання») або добавок з косметичними функціями (ароматизатори, підсилювачі смаку, барвники, емульгатори, емульгуючі солі, підсолоджувачі, загусники та антипіноутворювачі, наповнювачі, карбонізатори, піноутворювачі, гелеутворювачі та глазурувальники).
Визначення ультраобробленої їжі за класифікацією Nova не коментує поживний вміст їжі та не призначене для використання в цілях профілювання харчування.

### Міжнародне агентство з дослідження раку (IARC)
Міжнародне агентство з дослідження раку (міжурядове агентство, яке є частиною Всесвітньої організації охорони здоров'я) класифікує харчові продукти за ступенем їх обробки. Ця система розбиває їжу на «необроблену», «помірно оброблену» та «високо оброблену». Система не враховує характер чи мету змін.

### Індекс Siga
Індекс Siga — це система класифікації оброблених харчових продуктів, розроблена у Франції в 2018 році. Він ґрунтується як на ступені обробки, так і на харчовій якості продуктів із використанням цілісного та скорочувального підходу.
Індекс Siga присвоює оцінку від 1 до 100 кожному харчовому продукту, де вищі бали вказують на вищу поживну якість і нижчу обробку. Індекс Siga також визначає ультраоброблені харчові продукти (УХП) як продукти з балом нижче 40, які вважаються такими, що мають низьку поживну цінність і високий рівень добавок, консервантів і штучних інгредієнтів.

### Міжнародна рада з харчової інформації (IFIC)
Міжнародна рада з харчової інформації визначає п'ять рівнів обробки харчових продуктів:
1. Мінімально оброблені
2. Продукти, оброблені для консервування
3. Суміші комбінованих інгредієнтів
4. Готові до вживання оброблені харчові продукти
5. Готові продукти/страви[26][27]

### NUPENS
Центр епідеміологічних досліджень харчування та здоров'я при Університеті Сан-Паулу запропонував варіант класифікації Nova, який розрізняє:
1. Необроблені, мінімально або помірно оброблені продукти
2. Перероблені харчові продукти
3. Ультраоброблені продукти[28].

## Економіка

Відсоток ультраобробленої їжі у домогосподарствах деяких європейських країн, станом на 2018 рік

Ультраоброблені харчові продукти є важливою частиною портфоліо харчової промисловості, оскільки вони покладаються на дешеві інгредієнти та часто мають вищі норми прибутку. Вони часто мають подовжений термін придатності, що важливо для споживачів із низьким рівнем доходу, які не мають надійного доступу до холодильного обладнання. Серед інших причин популярності УХП є недорога вартість їхніх основних інгредієнтів та агресивний маркетинг, особливо щодо молодих споживачів і особливо в країнах із середнім рівнем доходу.

## Вплив на здоров'я

Вплив фастфуду на організм людини

У Франції ультраоброблені харчові продукти складають близько 80 % поточної пропозиції в гіпермаркетах і супермаркетах, попри те, що в ідеалі ці продукти не повинні перевищувати 15 % добового споживання. Від 33 до 36 % споживаних калорій у Франції припадає на УХП, при чому до 40 % у дієті веганів (останні, втім, також споживають більше сирих продуктів).
Надто багаті шкідливими цукрами та шкідливими жирами, їх іноді описують як «підроблену їжу», «брехливі продукти» або «денатуровану їжу». Проте, реклама та яскраве пакування стимулюють їх споживання.
Одним із можливих пояснень негативного впливу на здоров'я є велика кількість цукру, жиру та солі в цих продуктах, хоча це стосується не всіх УХП. Іншими потенційними поясненнями є наявність забруднювачів, певних харчових добавок і висока термічна обробка цих продуктів. Однак наразі немає наукового консенсусу.

### Наукові дослідження
Вплив УХП на здоров'я в основному досліджувався за допомогою епідеміології харчування, і досі не було рандомізованих контрольованих досліджень для вивчення впливу цих продуктів на будь-який результат для здоров'я, крім збільшення ваги. Ці дослідження показали загальний підвищений ризик захворювання, хоча дослідження, що розділяли різні типи ультраобробленої їжі, виявили несприятливий вплив лише деяких підгруп, таких як безалкогольні напої. Загалом існує зв'язок між певними поганими наслідками для здоров'я — включаючи погане кардіометаболічне та психічне здоров'я, а також скорочену тривалість життя — і споживанням УХП.
Останніми роками було продемонстровано численні зв'язки між споживанням УХП та поганими наслідками для здоров'я, причому найбільш переконливим є підвищення ризику смертності від усіх причин, смертність, пов'язана з серцево-судинними захворюваннями, психічні розлади, ожиріння, надмірна вага та діабет 2 типу.
За винятком збільшення ваги, причинно-наслідковий зв'язок цих наслідків не встановлений, і немає єдиної думки щодо механізмів дії. Утім, для цих ризиків були висунуті пояснення. З одного боку, УХП мають гірші харчові профілі. З іншого боку, вони замінюють у раціоні продукти, що не пройшли ультраобробку, такі як фрукти, овочі, бобові, горіхи та насіння. Нарешті, вони зазнали змін у своїй фізичній структурі, що може впливати на відчуття ситості. Може зіграти певну роль і наявність добавок, а також забруднюючих речовин з упаковки.
Слід зазначити, що не всі підкатегорії УХП демонструють однакові асоціації. Зернові каші, темний/цільнозерновий хліб, паковані солодкі та солоні закуски, фруктові продукти та йогурти, а також десерти на основі молочних продуктів пов'язані зі зниженим ризиком діабету 2 типу.
У порівнянні з сирою їжею ультраоброблена їжа складається з інгредієнтів, складність початкової структури яких дуже змінена. Відповідно до роботи д-ра Ентоні Фардета, «матричний ефект» продукту харчування більше сприяє впливу на здоров'я, ніж його поживний склад. Це помітно впливає на кінетику вивільнення поживних речовин у травному тракті, їх біодоступність і, отже, їх метаболічні ефекти, а також на відчуття ситості. Порівняно з вихідними інгредієнтами, засвоюваність поживних речовин в ультраоброблених продуктах змінюється, що, зокрема, призводить до різних фізіологічних і метаболічних реакцій.
Наприклад, цілий мигдаль виділяє ліпіди повільніше, ніж мигдальний порошок. Початкова матриця мигдалю забезпечує складну взаємодію між поживними речовинами, що обмежує всмоктування ліпідів у товстій кишці. Ультраобробка харчових продуктів змінює метаболічні та фізіологічні реакції в довгостроковій перспективі.
Дослідження 2025 року, в якому аналізуються дані у восьми країнах (Австралія, Бразилія, Канада, Чилі, Колумбія, Мексика, Сполучене Королівство та Сполучені Штати), показує, що передчасна смертність, спричинена споживанням UPF, значно зростає відповідно до їх частки в загальному споживанні енергії людиною. Лінійний зв’язок між часткою UPF в їжі та смертністю від усіх причин оцінено так, що кожні 10% збільшення частки UPF у раціоні підвищують ризик смерті від усіх причин на 3%.

## Вплив на навколишнє середовище
Окрім наслідків для здоров'я, виробництво ультраоброблених продуктів також має значний вплив на навколишнє середовище. Вони потребують значної обробки та пакування, що призводить до більшого споживання енергії та утворення відходів порівняно з харчовими продуктами з мінімальною обробкою. Більше того, глобалізовані ланцюжки постачання інгредієнтів УХП сприяють викидам парникових газів.

## Регулювання та політика

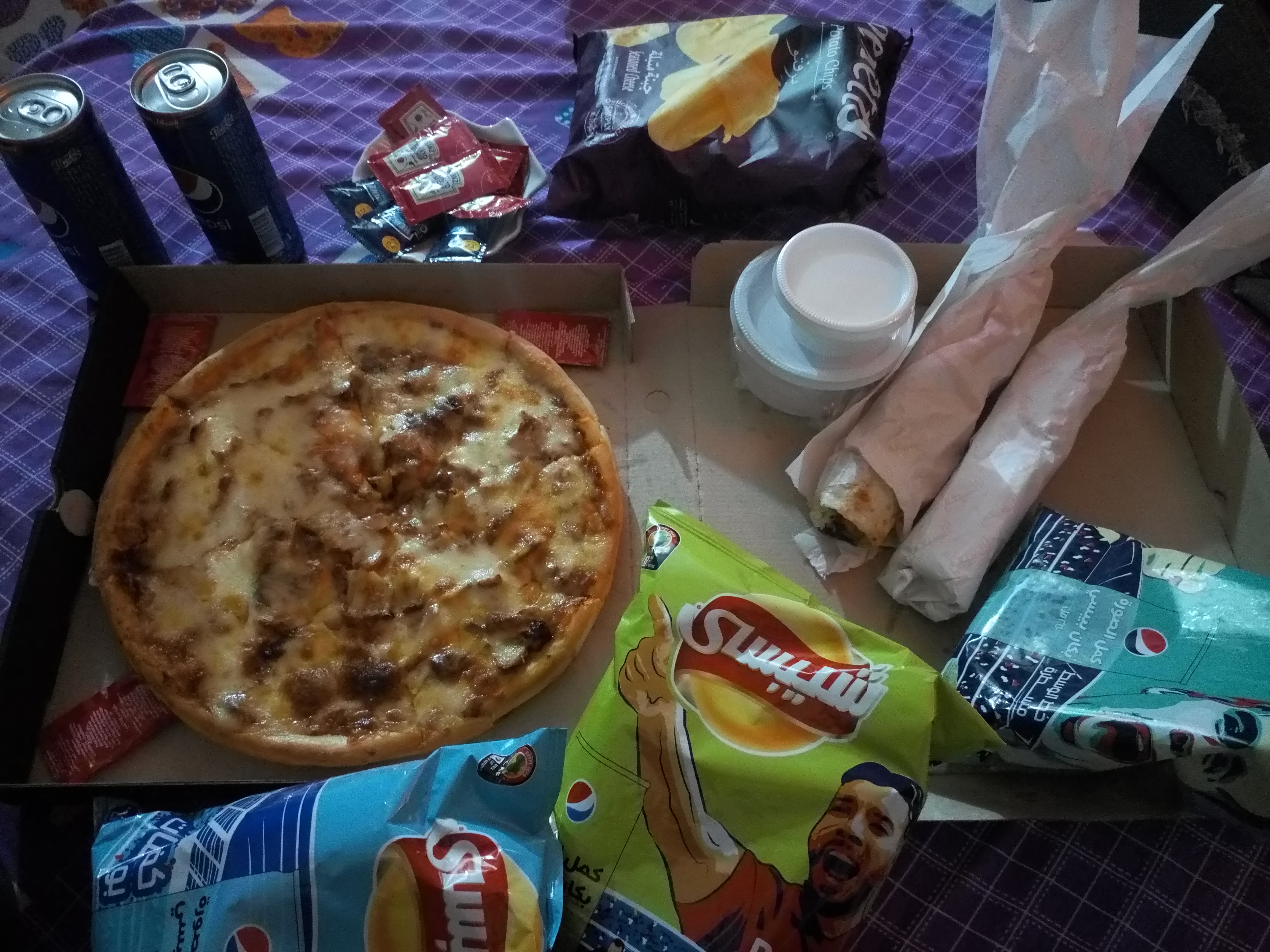
Різна нездорова їжа

Враховуючи вплив ультраоброблених харчових продуктів на здоров'я та навколишнє середовище, лунають заклики до кращого регулювання та політики щодо них. Ці заходи стикаються зі значними проблемами, зокрема протидією промисловості та глобальним характером ланцюгів поставок харчових продуктів. Майбутні політичні зусилля можуть вимагати поєднання регулювання, освіти та стимулів для сприяння вибору здоровішої та стійкішої їжі.
Чотири країни Латинської Америки — Бразилія, Уругвай, Перу та Еквадор — наразі опублікували національні офіційні рекомендації щодо дієти, які рекомендують уникати продуктів, що пройшли ультраобробку. Чилі вимагає попереджувальних етикеток на деяких УХП та оподатковує підсолоджені напої. У звіті про ожиріння, опублікованому Світовим банком у 2020 році, ультраоброблена їжа згадується як потенційне джерело проблеми.

### Питання охорони здоров'я та обізнаності
З моменту першого визначення класифікації Nova в 2009 році, ультраоброблені харчові продукти викликають дедалі більше занепокоєння в органів охорони здоров'я, включаючи ВООЗ і ФАО.
З 2019 року УХП згадуються у французькій національній програмі харчування та здоров'я, опублікованій Міністерством охорони здоров'я, яка сформулювала мету «зупинити зростання споживання продуктів ультраобробки (за класифікацією Nova) та скоротити споживання цих продуктів на 20 % протягом періоду з 2018 по 2021 рік». Йдеться також про «заохочення вдосконалення промислових практик на основі результатів досліджень оброблених і ультраоброблених харчових продуктів». На додаток до цих цілей PNNS 4 рекомендує «обмежити вживання солодких напоїв, жирної, солодкої, солоної та ультраобробленої їжі».
Щоб краще харчуватися, бажано читати перелік інгредієнтів на етикетці продукту. Продукт, швидше за все, є ультраобробленим, якщо він містить:
- довгі списки інгредієнтів;
- інгредієнти, яких немає в традиційних стравах;
- багато добавок;
- незвичайні заяви про здоров'я[58].

Однією з рекомендацій деяких дослідників з Національного інституту агрономічних досліджень (Париж) є споживання меншої кількості продуктів, які пройшли ультраобробку. Їхня робота пропонує прийняти універсальну профілактичну дієту, засновану на правилі 3V, а саме: переважно рослинну (Végétale), справжню (Vraie) і різноманітну (Variée) дієту, яка надає перевагу місцевим і сезонним продуктам. Перевагами такої дієти є сприятливий вплив на здоров'я на індивідуальному рівні та зменшення екологічних проблем, пов'язаних з агропромисловою системою в цілому.
У 2022 році Науково-консультативний комітет з питань харчування (Лондон) переглянув наукову літературу, щоб розглянути питання про те, чи повинен британський уряд прийняти позицію щодо ультраобробленої їжі, і рекомендував подальші дослідження, запланувавши перегляд своєї позиції на червень 2024 року.

### Промисловийлобізм
Дослідники нещодавно (2021) показали, як суб'єкти харчової промисловості через своїх лобістів, внутрішні лабораторії та дослідників, відділи преси та зв'язків з громадськістю, через «фронтові організації» (Industry Front Groups), маніпулюють національною та глобальною політикою щодо УХП, прагнучи уповільнити та обмежити роботу ВООЗ та незалежних дослідників, використовуючи методи, що нагадують методи тютюнової промисловості. Ці методи в основному базуються на потрійній стратегії:
1. об'єднання промисловців за групами тиску на національному та міжнародному рівнях через відкриті альянси між компаніями, та через більш таємні зв'язки (наприклад, у сферах науки, шляхом найму державних службовців (див. Обертові двері[fr]), або колишніх співробітників ВООЗ). Також передбачається кооптація НУО та впливових осіб громадянського суспільства. Це лобіювання також виражається через конференції, консультації та офіційні слухання, на яких представлені точки зору, сприятливі для галузі[63];
2. пряме чи опосередковане сприяння формуванню чи переформулюванню державної політики (або уповільнення її в інший спосіб)[63];
3. контроль або пряма інформація про продукти харчування, в тому числі через «фінансування та розповсюдження досліджень, сприятливих для комерційних інтересів, і оскарження несприятливих доказів»[63]. Публічні повідомлення індустрії також порирюються особистостями, яких висвітлюють піарники та некритична журналістика.

## Критика
Після публікації класифікації Nova деякі дослідники поставили під сумнів, чи слід розглядати обробку харчових продуктів як фактор споживання поживних речовин, особливо у відомій критиці 2017 року, написаній дослідниками, один з яких фінансувався Nestlé та Kerry Group. УХП, мовляв, визначено неточно, і незрозуміло, як може виникнути будь-який негативний вплив на здоров'я.

У 2022 році Карлос Монтейро та Арне Аструп продебатували щодо використання класифікації Nova у серії з трьох статей, написаних у стилі оксфордської дискусії. Монтейро стверджував на користь «так»:
Рекомендація віддавати перевагу необробленим/мінімально обробленим продуктам харчування та свіжоприготованим стравам замість ультраоброблених продуктів (відповідно до системи класифікації харчових продуктів Nova) дедалі частіше приймається в нових офіційних дієтичних рекомендаціях, виданих національними урядами та міжнародними асоціаціями охорони здоров'я. Ця рекомендація підтверджується систематичними оглядами та метааналізами національних репрезентативних дієтичних опитувань і довгострокових когортних досліджень. Ці дані показують, що збільшення споживання ультраоброблених продуктів пов'язане з неякісними дієтами та підвищеною захворюваністю та смертністю від кількох хронічних захворювань. Різноманітні ознаки ультраоброблених харчових продуктів, що діють через відомі, правдоподібні або запропоновані фізіологічні та поведінкові механізми, пов'язують їх із поганим здоров'ям, і ймовірно, що різні комбінації атрибутів і механізмів впливають на різні результати для здоров'я. Хоча для виявлення цих механізмів необхідно провести додаткові дослідження, наявних доказів достатньо, щоб рекомендувати уникати ультраоброблених продуктів для оптимізації здоров'я та [рекомендувати] політики для підтримання та здійснення цієї рекомендації.
Аргумент «ні» Аструпа зосереджується на визначенні як УХП продуктів, ще не достатньо підтверджених науковими дослідженнями для широкого застосування в політиці охорони здоров'я:
Зрозуміло, що багато аспектів обробки харчових продуктів можуть позначитись на наслідках для здоров'я, але змішувати їх із поняттям ультраобробки немає потреби, оскільки основні детермінанти ризику хронічних захворювань уже враховані існуючими системами профілювання поживних речовин. Підсумовуючи, класифікація Nova мало що додає до існуючих систем профілювання поживних речовин; характеризує кілька здорових, насичених поживними речовинами продуктів як нездорові; і є контрпродуктивною для вирішення основних глобальних проблем виробництва продуктів харчування.
Одначе, обидва дослідники поділяють консенсус щодо необхідності подальші дослідження, щоб зрозуміти вплив обробки їжі на здоров'я людини:
Учасники цієї дискусії погоджуються з тим, що обробка їжі має життєво важливий вплив на здоров'я людини, і що ступінь обробки їжі суттєво впливає на якість дієти та результати для здоров'я. Вони не погоджуються щодо важливості ультраобробки, як її визначено в системі класифікації харчових продуктів Nova.